# إستراتيجية تطورية
الإستراتيجية التطورية في علم الحاسوب هي تقنية استمثال ترتكز على مفاهيم التطور والتكيف. وهي تنتمي إلى الصنف العام من الحساب التطوري أو منهجيات التطور الاصطناعي.

## الطرق
تستخدم الإستراتيجيات التطورية التمثيل الطبيعي المرتبط بالمشكلة، وبالدرجة الأولى الطفرة والانتقاء، وكمعاملات بحث. من القواسم المشتركة مع الخوارزميات التطورية، يتم تطبيق المعاملات ضمن حلقة. ويسمى كل تكرار للحلقة جيل. ويستمر تسلسل الأجيال حتى يتحقق معيار الإنهاء.